# Mort Blumenstock
Pour les articles homonymes, voir Blumenstock.
Mort Blumenstock est un réalisateur américain né le 26 décembre 1900 et décédé le 18 juillet 1956.

## Filmographie
- 1929 : That Party in Person
- 1930 : The Introduction of Mrs. Gibbs
- 1930 : Her Future
- 1930 : Belle of the Night
- 1930 : Getting a Ticket
- 1930 : Accidents Will Happen
- 1930 : Insurance
- 1930 : Red, Green and Yellow
- 1930 : Office Blues
- 1931 : The Devil Sea
- 1931 : A Broadway Romeo
- 1931 : The African Dodger
- 1931 : Morals for Women